# الجنینه، حماة
الجنینه (به عربی: الجنینة) یک روستا در سوریه است که در ناحیه صوران واقع شده‌است. الجنینه ۳۴۱ نفر جمعیت دارد.